# Tratado de Sèvres
O Tratado de Sèvres foi um acordo de paz assinado entre os Aliados e o Império Otomano em 10 de agosto de 1920, após a Primeira Guerra Mundial. O Tratado partilhava o Império Otomano entre o Reino da Grécia, o Reino de Itália, o Império Britânico e a República francesa, além de estender o território da Armênia, e a criação de um estado curdo. Desde 1915 existiam planos de criação de regiões de influência pelos britânicos e franceses, no Acordo Sykes-Picot, do território otomano.
Liderados por Mustafa Kemal Atatürk, soldados do movimento nacionalista turco vencem os exércitos que ocupavam a Anatólia na Guerra de independência turca, resultando no Tratado de Lausanne, garantindo a independência da Turquia.

## Mudanças territoriais
As suas cláusulas consagravam a perda, pela Turquia, não apenas da Palestina, Síria, Líbano e Mesopotâmia, mas também praticamente de todos os territórios otomanos na Europa (com exceção de Constantinopla) e da região de Esmirna, ambas entregues à Grécia. Além disso, o tratado estipulava que os estreitos de Bósforo e dos Dardanelos, assim como o mar de Mármara, seriam transformados em zonas neutras desmilitarizadas (internacionalizadas) e sua travessia permitida, em quaisquer circunstâncias, a todos os navios estrangeiros, mercantes ou de guerra. O tratado ainda contemplava os curdos com uma região autônoma e os armênios com terras da Armênia Ocidental, o que foi totalmente rejeitado pelos turcos.